# 기타이케부쿠로역
기타이케부쿠로역(일본어: 北池袋駅, きたいけぶくろえき)은 일본 도쿄도 도시마구에 있는 철도역이다. 역 번호는 TJ-02이다.

## 역 구조
섬식 승강장 1면 2선의 지상역. 승강장의 양단에 건널목이 존재한다. 역사는 승강장의 북서쪽에 있고 승강장과 대합실과는 지하 통로로 연결된다.
다만, 2006년에 설치된 엘리베이터는 다리 위에 있는 통로로 연결된다.
2009년 3월 18일부터 발차 멜로디의 사용을 시작했다.

### 승강장
| 1 | 도조 본선 | 나리마스・시키・가와고에・신린코엔・오가와마치 방면 |
| 2 | 도조 본선 | 이케부쿠로 방면                                     |

## 이용 상황
2010년도의 하루 평균 승하차 인원은 8,921명이다.

## 역사
- 1934년 5월 1일: 도부 호리노우치 역으로 영업 개시.
- 1945년
  - 4월 13일: 도쿄 대공습에 의한 역사 붕괴.
  - 5월 20일: 도부 호리노우치 역 휴지.
- 1947년 8월 29일: 도부 호리노우치 역 폐지.
- 1951년 9월 1일: 기타이케부쿠로역으로 재개업.
- 2006년 7월 21일: 당역 남쪽의 "열리지 않는 건널목"에서 사상 사고 발생.

## 인접역
| 도부 철도 도조 본선   | 도부 철도 도조 본선 | 도부 철도 도조 본선                |
| --------------------- | ------------------- | ---------------------------------- |
| TJ-01 이케부쿠로 방면 | ■ 보통              | 시모이타바시 TJ-03 오가와마치 방면 |